# Tristria
Tristria es un género de saltamontes de la subfamilia Tropidopolinae, familia Acrididae, y está asignado a la tribu Tristriini. Este género se distribuye en África y en Asia (India, Indochina, Indonesia y el este de China).

## Especies
Las siguientes especies pertenecen al género Tristria:
- Tristria angolensis Bolívar, 1890
- Tristria brachyptera Bolívar, 1912
- Tristria conica Uvarov, 1953
- Tristria conops Karsch, 1896
- Tristria discoidalis Bolívar, 1890
- Tristria guangxiensis Li, Lu, Jiang & Meng, 1991
- Tristria marginicosta Karsch, 1896
- Tristria pallida Karny, 1907
- Tristria pisciforme (Serville, 1838)
- Tristria pulvinata (Uvarov, 1921)